# Seznam južnoafriških tenisačev
Seznam južnoafriških tenisačev.

## A
- David Adams
- Pieter Aldrich
- Jean Andersen
- Kevin Anderson

## B
- Kriegler Brink

## C
- Jeff Coetzee
- Amanda Coetzer
- Keith-Patrick Crowley
- Kevin Curren

## D
- Royce Deppe

## F
- Eustace Fannin
- Ellis Ferreira
- Wayne Ferreira

## H
- Chris Haggard
- Lloyd Harris
- Ilze Hattingh
- Brent Haygarth

## J
- John-Laffnie de Jager

## K
- Lynn Kiro
- Raven Klaasen
- Johan Kriek

## M
- Frew McMillan
- Izak van der Merwe
- Wesley Moodie

## N
- Piet Norval

## O
- Dean O'Brien

## R
- Elna Reinach
- Christo van Rensburg
- Ruan Roelofse
- Madrie Le Roux

## S
- Chanelle Scheepers
- Nikala Scholtz
- Chanel Simmonds
- Jessica Steck
- Eric Sturgess
- Mariaan de Swardt

## V
- Danie Visser
- Rik de Voest

## W
- Jason Weir-Smith
- Charles Winslow
- Fritz Wolmarans

## Y
- John Yuill

## Z
- Annette Van Zyl